# Takaya Kurokawa
Pour les articles homonymes, voir Kurokawa (homonymie).
Takaya Kurokawa (黒河 貴矢, Kurokawa Takaya) est un footballeur japonais né le 7 avril 1981 à Saijō. Il évolue au poste de gardien de but.

## Biographie
Takaya Kurokawa participe à la Coupe du monde des moins de 20 ans 2001 puis aux Jeux olympiques de 2004, avec le Japon.